# Mesorregión del Noroeste Fluminense
La mesorregión del Noroeste Fluminense es una de las seis  mesorregiones del estado brasileño del Río de Janeiro. Es formada por la unión de trece municipios agrupados en dos  microrregiones.
Es la mesorregión que concentra los mayores índices de pobreza del estado.

## Microrregiones
- Itaperuna
- Santo Antônio de Pádua

## Municipios
- Bom Jesus do Itabapoana
- Italva
- Itaperuna
- Laje do Muriaé
- Natividade
- Porciúncula
- Varre-Sai
- Aperibé
- Cambuci
- Itaocara
- Miracema
- Santo Antônio de Pádua
- São José de Ubá

- Datos: Q2176050